# Monika Pyrek
Monika Zofia Pyrek-Rokita, poljska atletinja, * 11. avgust 1980, Gdynia, Poljska.
Nastopila je na poletnih olimpijskih igrah v letih 2000, 2004, 2008 in 2012, dosegla je četrto, peto in sedmo mesto v skoku ob palici. Na svetovnih prvenstvih je v isti disciplini osvojila dve srebrni in bronasto medaljo, na svetovnih dvoranskih prvenstvih bronasti medalji, na evropskih prvenstvih srebrno medaljo leta 2006, na evropskih dvoranskih prvenstvih pa bronasti medalji.